# Davidyt
Davidyt – minerał należący do gromady tlenków, grupa crichtonitu. Minerał należy do grupy minerałów rzadkich.
Nazwany na cześć australijskiego geologa – Tenatta Williama Edgewortha Davida (1858-1934),

## Obecnie wyróżnia się odmiany
- Davidyt – (La):
(Fe, La, .... U, Ca) 6 (Ti, Fe) 15 (O, OH) 36

– Odkryty w kopalni Radium Hill, w południowej Australii. Uznany przez Valid Species (poprzedniczkę – IMA) w 1906 r. Jest radioaktywny.
- Davidyt – (Ce):
(Fe, Ce, .... U, Ca) 6 (Ti, Fe) 15 (O, OH) 36

– Odkryty w Tuftane, Iveland w Norwegii. Uznany przez IMA w 1960 r. Jest radioaktywny.
- Davidyt – (Y) = Gramaccioliite – (Y):
(Fe, Y, ....U, Ca) 6 (Ti, Fe) 15  (O, OH) 36

– Znaleziony został w Sambuco, Stura Valley, Piedmont Włochy. Zatwierdzony przez IMA w 2003 r. Synonimowa nazwa pochodzi od nazwiska Prof. Carlo M. Gramaccioli (1935-) pracującego na Uniwersytecie w Mediolanie Włochy. Jest radioaktywny.

## Właściwości
- Układ krystalograficzny: trygonalny
- Twardość: 6
- Gęstość: 4,42
- Rysa: szaroczarna
- Barwa: czarna, brązowoczarna, czerwona
- Przełam: *
- Połysk: szklisty, metaliczny
- Łupliwość: *

## Występowanie
Występuje w złożach hydrotermalnych w sjenitach i pegmatytach.
Najczęściej współwystępuje z takimi minerałami jak: ilmenit i rutyl.

Miejsca występowania:
- Odkryty w kopalni Radium Hill, w południowej Australii. – Davidyt-(La)
- Odkryty w Tuftane, w Norwegii – Davidyt -(Ce)
- Masyw Burpala, Bajkał, Syberia
- Sambuco, Stura Valley, Piedmont Włochy.

## Zastosowanie
- ruda uranu (7-10%).